# Автомобильный шноркель

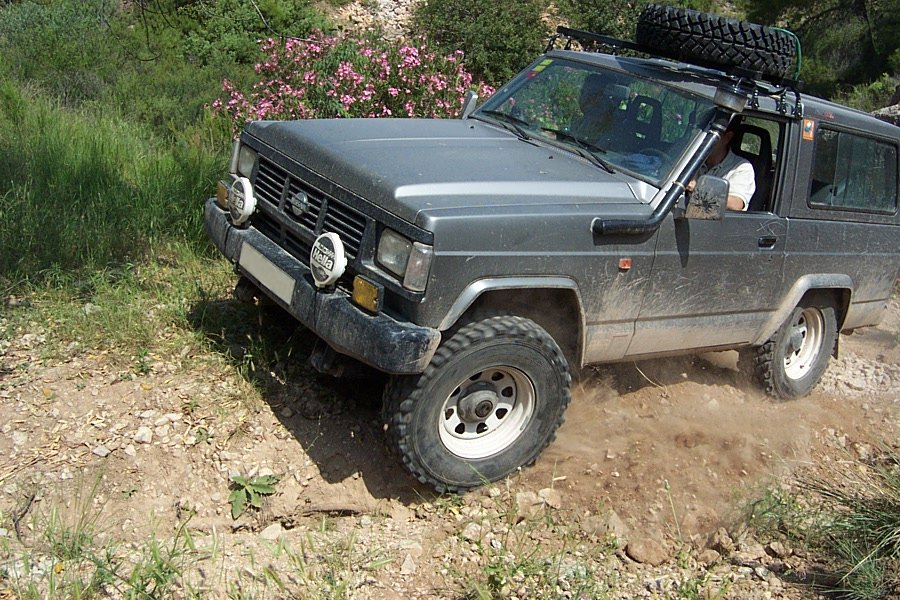
Nissan Patrol с установленным шноркелем и насадкой-сепаратором

Автомобильный шноркель — впускная труба автомобильного двигателя, выведенная на уровень крыши автомобиля или выше. В России распространены произношения «шнорхель» (от нем. Schnorchel — дыхательная трубка), «шноркель» (англ. snorkel — трубка) и производные этих слов: «шнорк» и др.

## Назначение
Данное устройство необходимо при форсировании вброд водных преград, предназначено для защиты двигателя от попадания воды и, соответственно, предохраняет двигатель от поломки. Помимо этого, забор воздуха через шноркель уменьшает загрязнение воздушного фильтра при езде по песку и пыльным дорогам, что являлось первопричиной появления шноркеля на автомобилях.

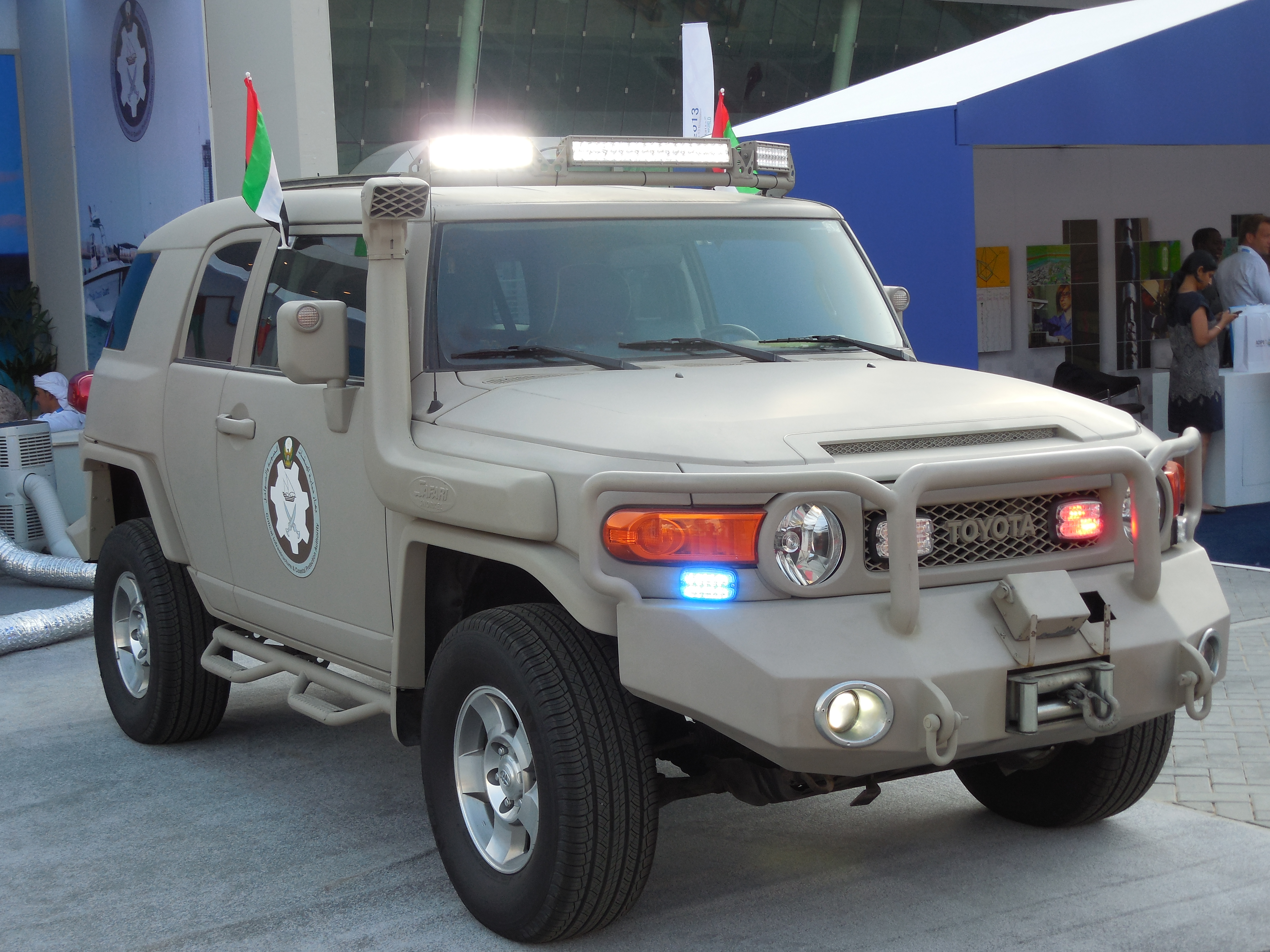
Toyota FJ Cruiser с установленным шноркелем Safari Snorkel

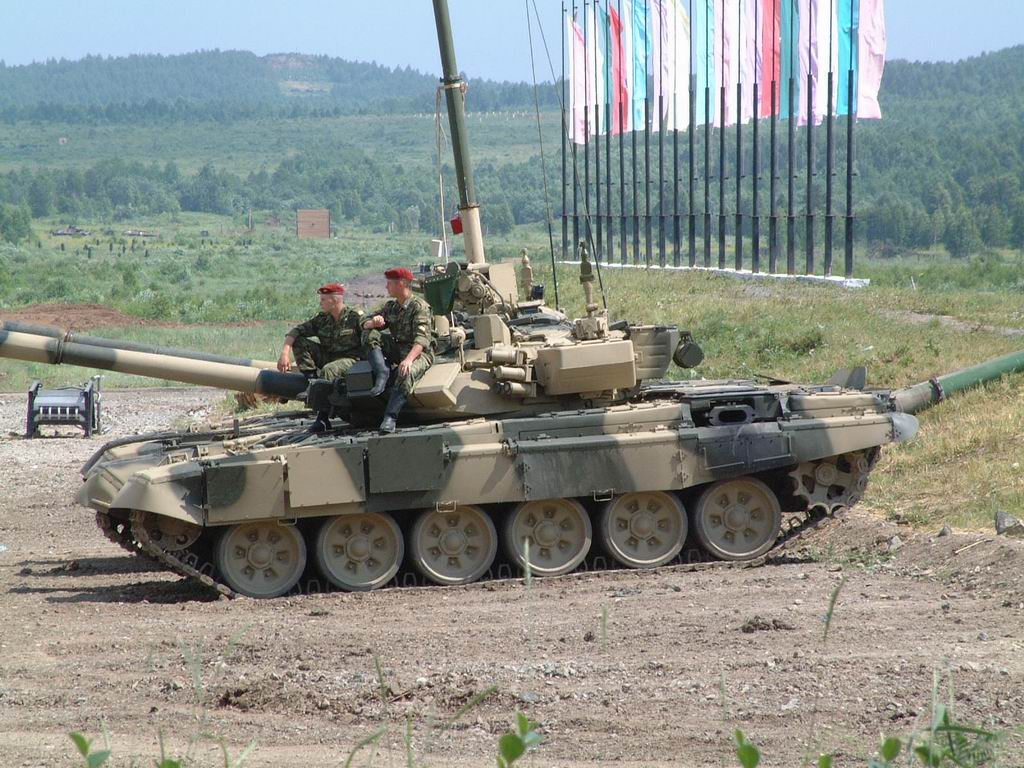
T-90 с трубой ОПВТ

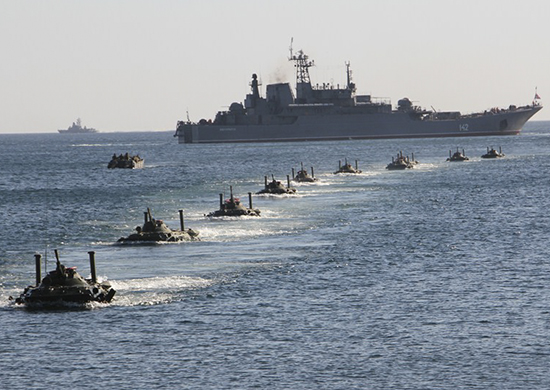
Воздухозаборные трубы БТР-80 (по 1 на каждый двигатель) совершающих морское десантирование вплавь

Многие шноркели оборудованы поворотной насадкой — «гусаком», который рекомендуется направлять навстречу набегающему потоку воздуха (то есть вперёд) и отворачивать против хода движения только при обильном снегопаде. Система дренажных каналов и полостей отводит пыль и воду даже в условиях проливных тропических штормов. За счёт высокой скорости прохождения создается эффект центрифуги и все тяжелые частицы, содержащиеся в заходящем потоке, в том числе и капли воды, пролетают над трубой воздуховода и попадают в дренажную систему, по которой и стекают вниз через боковые прорези. Повёрнутый против хода, либо установленный перпендикулярно, «гусак» начинает работать как пылесос, всасывая грязь и влагу из воздуха (в том числе и ту, что поднимается колёсами или отклонённую от лобового стекла), минуя дренажную систему (скорость всасывания в данном случае меньше). Более эффективно бороться с пылью, насекомыми и прочим мусором позволяет отдельная насадка-сепаратор (циклон), которая устанавливается вместо поворотной насадки. Аналогичное устройство применяется на тракторах МТЗ семейства «Беларус».
Шноркель может устанавливаться также на некоторых военных автомобилях и танках. На последних также применяется сходное оборудование подводного вождения танков (ОПВТ).